# Clara Popenoe Thor
Clara Louisa Popenoe Thor, född 10 augusti 2001 i Stockholm, är en svensk-amerikansk kulturskribent. Hon har bland annat skrivit för Nöjesguiden, Göteborgs-Posten och Svenska Dagbladet.

## Biografi
Clara Popenoe Thors far professor Johan Thor var socialmedicinare och forskade inom förbättringsarbete. Clara Popenoe Thor var tidigt engagerad i Grön Ungdom. Hon studerade journalistik vid Göteborgs universitet.
Popenoe Thor har skrivit återkommande för Nöjesguiden, Göteborgs-Posten och Svenska Dagbladet. År 2019 faktagranskade Clara Popenoe Thor Netflix-serien Störst av allt. Granskningen fick ett stort genomslag medialt. Hösten 2022 skrev Clara Popenoe Thor artikeln ”Vad säger spellistan ’Överleva hösten’ om Romina Pourmokhtari?” i vilken hon avslöjade vilken musik de då nytillsatta ministrarna lyssnade på via Spotify.  Texten uppmärksammades i media och kritiserades för att vara integritetskränkande.

### Politikermat
Tillsammans med Laura Ingemarsson och Klara-Lovisa Lundström driver Clara Popenoe Thor instagramkontot Politikermat. Lundström och Popenoe Thor var under 2024 med och tävlade i Lantzkampen.